# مود فولتون
مود فولتون (بالإنجليزية: Maude Fulton)‏ هي كاتبة سيناريو وممثلة أمريكية، ولدت في 14 مايو 1881 في إلدورادو في الولايات المتحدة، وتوفيت في 9 نوفمبر 1950 في سان فيرناندو في الولايات المتحدة بسبب مرض.

## وصلات خارجية
- مود فولتون على موقع IMDb (الإنجليزية)
- مود فولتون على موقع ألو سيني (الفرنسية)
- مود فولتون على موقع أول موفي (الإنجليزية)
- مود فولتون على موقع قاعدة بيانات برودواي على الإنترنت (الإنجليزية)
- مود فولتون على موقع قاعدة بيانات الأفلام السويدية (السويدية)
- مود فولتون على موقع قاعدة بيانات الفيلم (الإنجليزية)
- مود فولتون على موقع كينوبويسك (الروسية)